# Ōkubi-e
Một ōkubi-e (Nhật: 大首絵)  là một bản in chân dung hoặc tranh vẽ Nhật Bản trong thể loại ukiyo-e trong đó chỉ thể hiện phần đầu  hoặc đầu và thân trên. Katsukawa Shunkō I (1743 –1812) thường được coi là người đầu tiên sáng tạo ra ōkubi-e. Ông cùng với Katsukawa Shunshou, đã tạo ra ōkubi-e của các diễn viên nam kabuki. Vào đầu những năm 1790, Utamaro sáng tác ra bản ōkubi-e đầu tiên về sắc đẹp người phụ nữ (bijin-ga ōkubi-e). Chính quyền Mạc phủ đã cấm ōkubi-e vào năm 1800, nhưng lệnh cấm đã được dỡ bỏ tám năm sau.

## Tiêu biểu

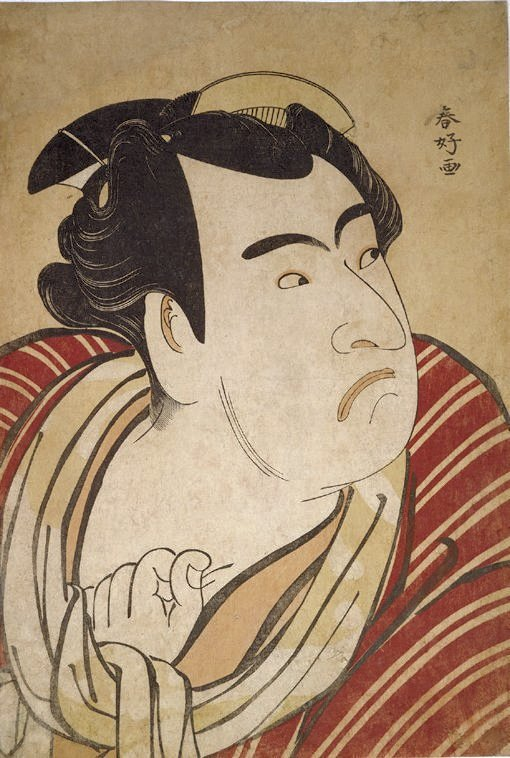
Ōkubi-e của nam diễn viên kabuki, Matsumoto Kōshirō IV trong vai Tsurunosuke, một bản khắc gỗ của Katsukawa Shunkō I
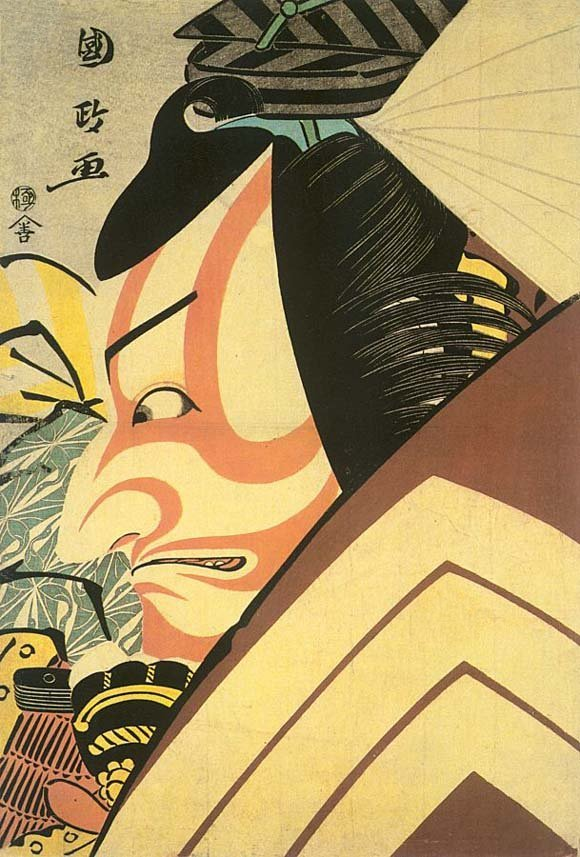
Nghệ sĩ kịch kabuki Ichikawa Ebizō trong vai shibaraku, một bản in khắc gỗ của Utagawa Kunimasa, 1796
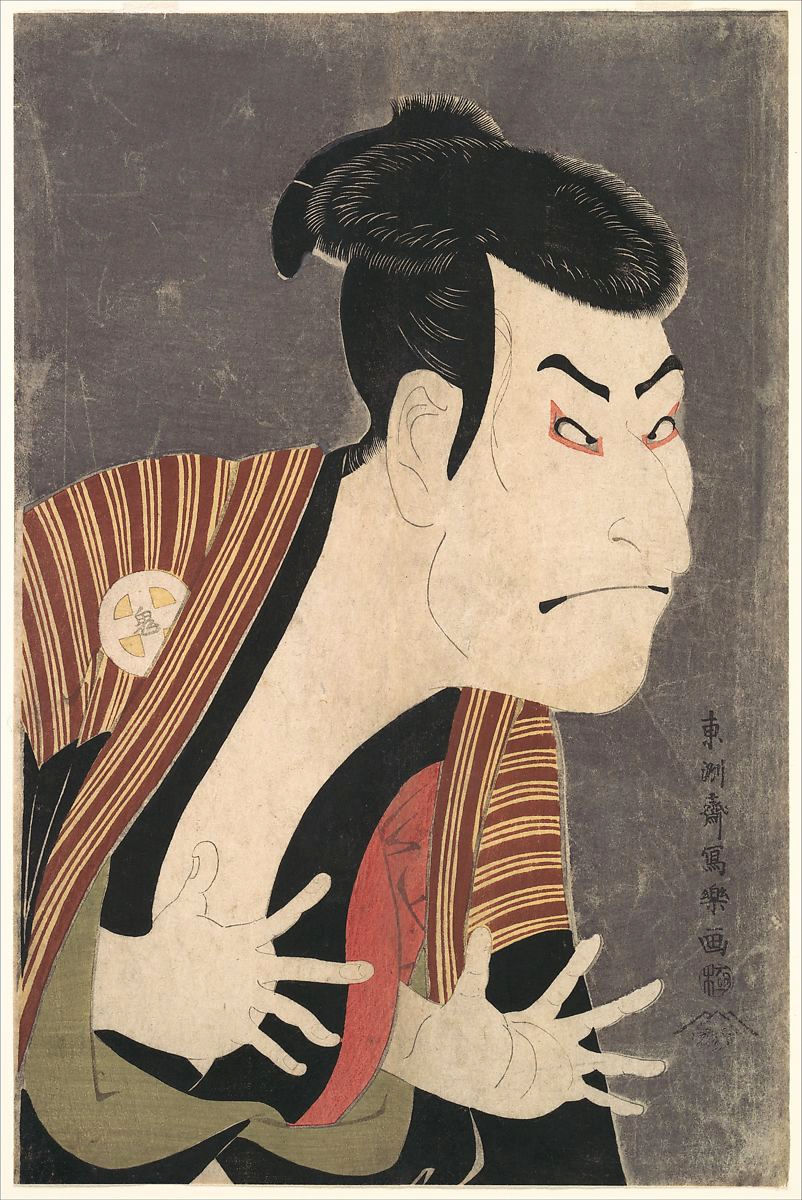
Nakazō Nakamura II trong vai Edobee, bản in khắc gỗ của Sharaku, 1794
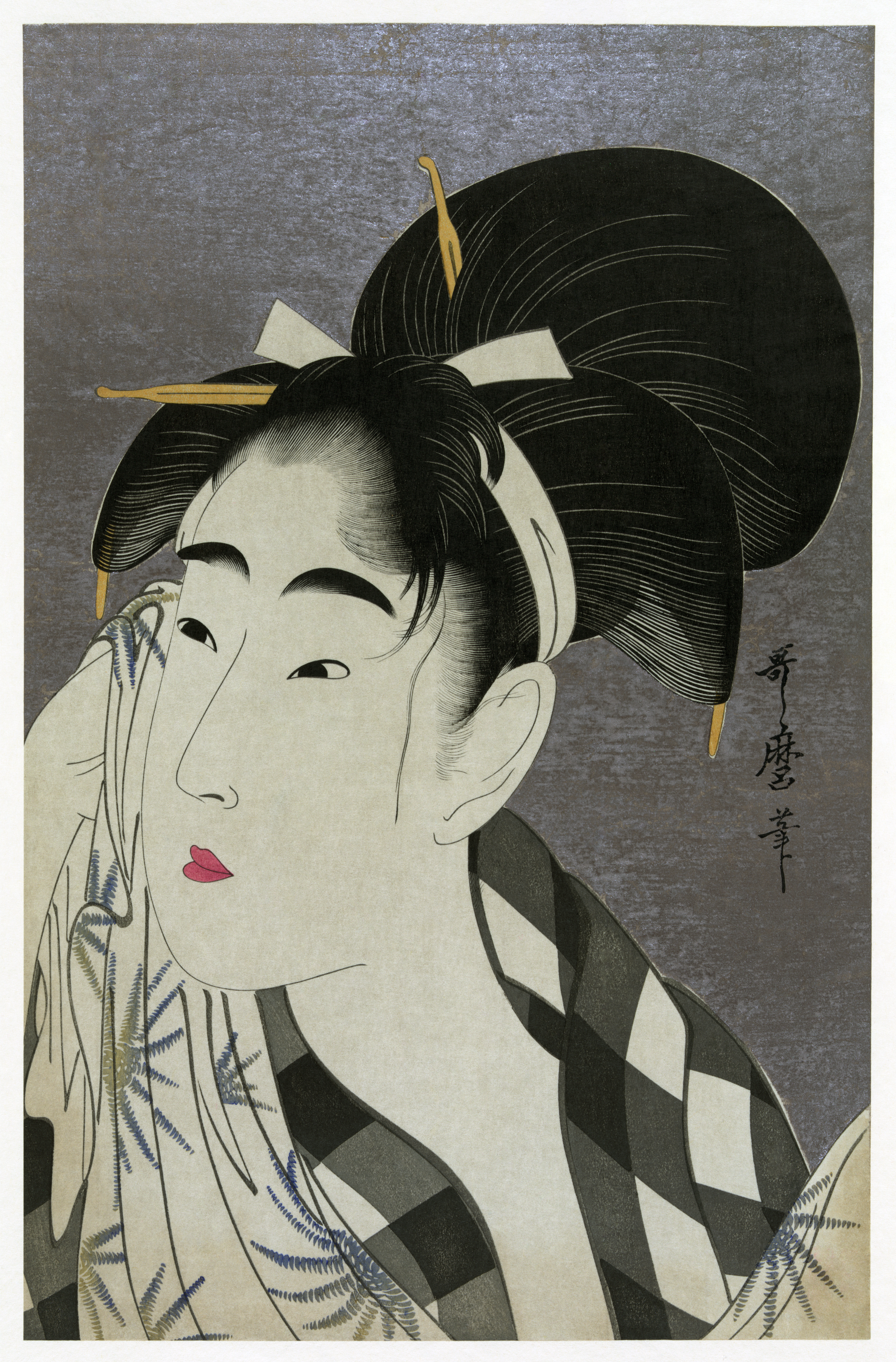
Người phụ nữ lau mồ hôi, bản khắc gỗ của Utamaro, 1798
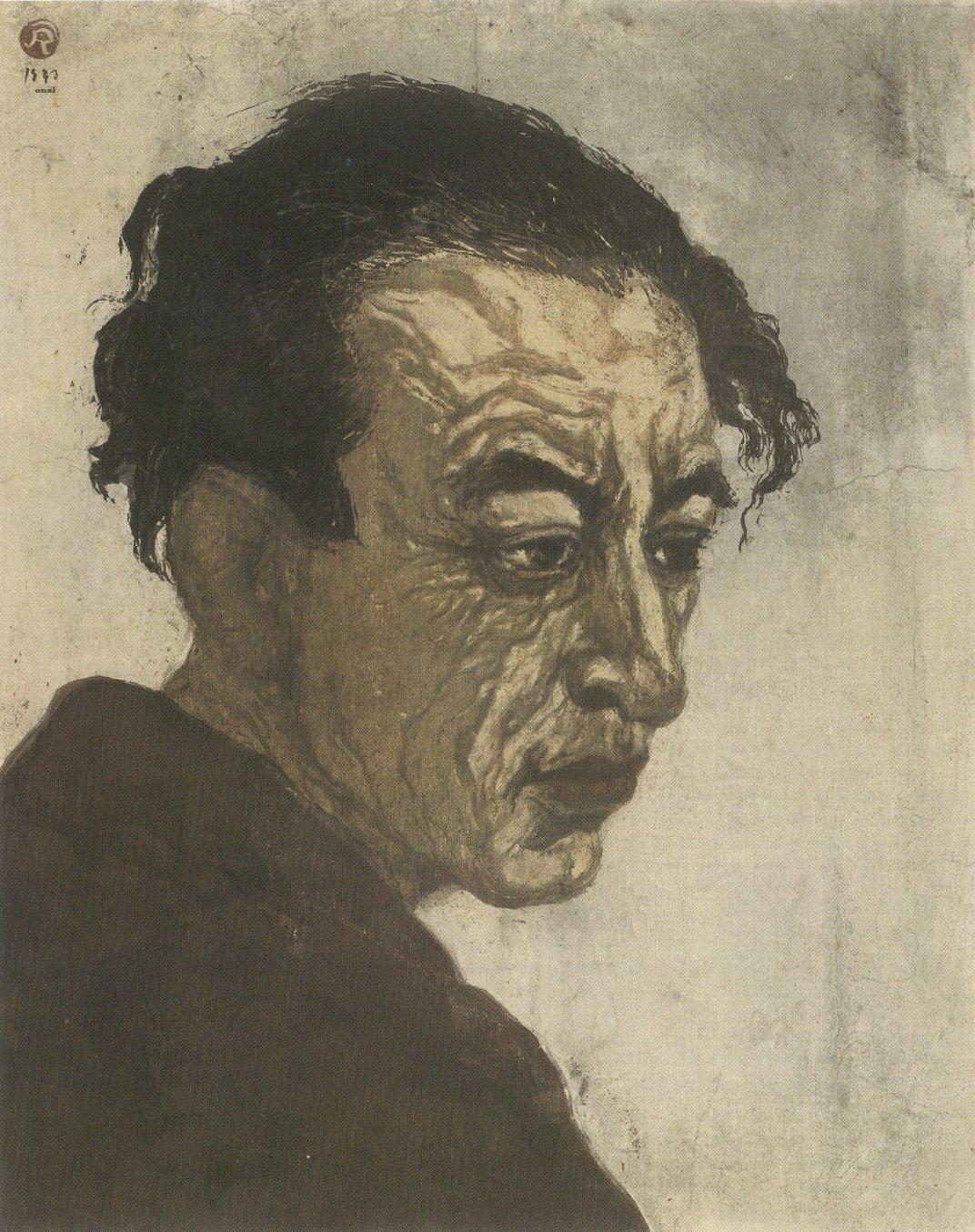
Chân dung của Hagiwara Sakutarō, bản khắc gỗ của Onchi Kōshirō, 1943